# Путталам (город)
Путталам (синг. පුත්තලම, там. புத்தளம்) — город на северо-западе Шри-Ланки. Путталам является административным центром округа Путталам в Северо-западной провинции страны. Городом управляет Городской совет. Расположен в 134 км севернее Коломбо. Население города на 2011 год составляло 45 661 человек.
Путталам известен электростанцией Лаквиджая, производством соли, кокосовыми орехами и рыболовством. Город расположен на берегу одной из самых больших лагун в стране. Путталам славится добрыми и гостеприимными людьми. Здесь есть такие ещё только набирающие популярность туристические направления, как Национальный парк Уилпатту, полуостров и острова Калпития, а также нетронутые пляжи, природные богатства, дельфины, песчаные дюны и прочее. Недалеко от Путталама находится город Анамадува, крупнейший город в округе Путталам.

## История
История Путталама началась с прибытия царевича Виджаи, около 2500 лет назад, когда его корабль причалил в Тхамбапани, на севере лагуны Путталам. Название «Путталам», возможно, является тамильским словом «Uppuththalam», где «uppu» означает «соль», а «thalam» — «место производства соли», эволюционировавшим в «Путталам». В XIV веке Путталам посетил арабский путешественник Ибн Баттута.

## География
Путталам расположен на равнинном побережье на высоте 8 м над уровнем моря. Самая высокая точка в окрестностях Путталама возвышается на 81 м в 6,3 км к востоку от города. Вокруг города много озёр, естественной растительности и сельскохозяйственных угодий.

## Климат
По классификации Кёппена климат Путталама, как и климат всей Шри-Ланки, относится к тропическому саванному с коротким засушливым сезоном с июня по сентябрь и ещё одним засушливым сезоном с января по март. Влажный сезон длится с октября по декабрь. Температура постоянная в течение всего года с небольшими отклонениями.
| Показатель                    | Янв. | Фев. | Март | Апр. | Май  | Июнь | Июль | Авг. | Сен. | Окт. | Нояб. | Дек. | Год  |
| ----------------------------- | ---- | ---- | ---- | ---- | ---- | ---- | ---- | ---- | ---- | ---- | ----- | ---- | ---- |
| Абсолютный максимум, °C       | 33,7 | 36,3 | 36,5 | 37,5 | 35,4 | 34,9 | 35,0 | 34,6 | 35,5 | 34,5 | 33,3  | 34,3 | 37,5 |
| Средний суточный максимум, °C | 30,5 | 32,1 | 33,2 | 33,1 | 32,3 | 31,5 | 31,4 | 31,5 | 31,7 | 31,1 | 30,5  | 29,9 | 31,6 |
| Средняя температура, °C       | 25,8 | 26,8 | 28,1 | 28,8 | 29,0 | 28,8 | 28,5 | 28,5 | 28,5 | 27,6 | 26,7  | 26,0 | 27,8 |
| Средний суточный минимум, °C  | 21,0 | 21,4 | 23,1 | 24,5 | 25,8 | 26,2 | 25,6 | 25,5 | 25,3 | 24,1 | 22,9  | 22,1 | 24,0 |
| Абсолютный минимум, °C        | 16,3 | 15,2 | 18,4 | 20,4 | 20,4 | 21,0 | 21,2 | 21,7 | 21,4 | 19,4 | 16,7  | 17,6 | 15,2 |
| Норма осадков, мм             | 55   | 40   | 66   | 176  | 95   | 42   | 16   | 16   | 64   | 238  | 249   | 138  | 1195 |
| Средняя влажность, %          | 70   | 66   | 67   | 71   | 74   | 73   | 73   | 73   | 72   | 75   | 76    | 75   | 72   |
| Источник: NOAA                |      |      |      |      |      |      |      |      |      |      |       |      |      |

## Религия

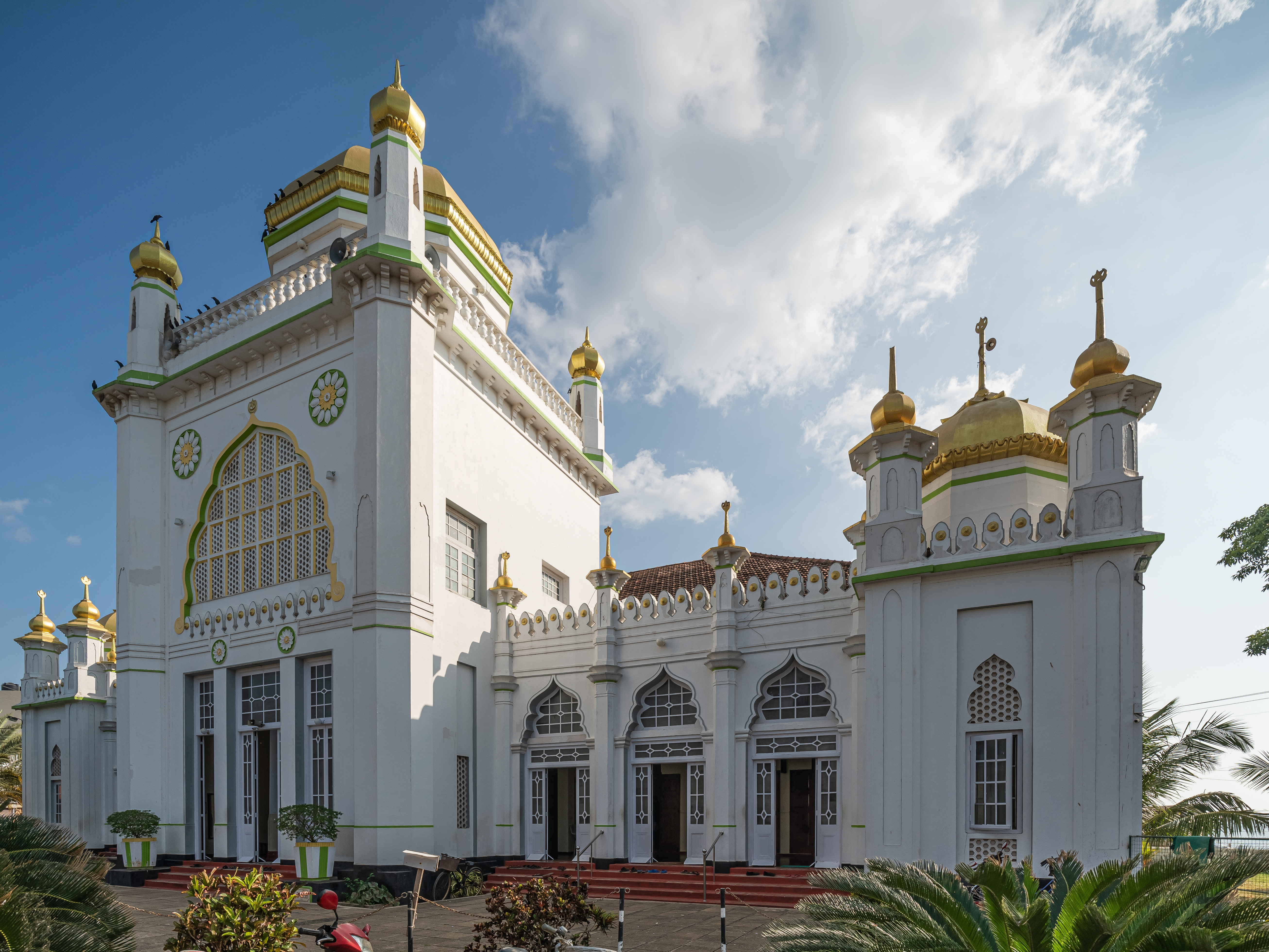
Мечеть в Путталаме

В городских районах живут в основном мусульмане (95 %). Буддисты и христиане живут, как правило, на окраинах. Последователей индуизма мало.

## Транспорт
Путталам напрямую соединён 3 магистралями с крупными городами страны:
- магистраль A3 соединяет с Негомбо и далее с Коломбо
- магистраль A10 соединяет с Курунегалой и далее с Канди
- магистраль A12 соединяет с Анурадхапурой и далее с Тринкомали.

Ежедневно автобус отправляется в Коломбо, Курунегалу, Канди и Анурадхапуру. Железная дорога соединяет Путталам с Негомбо и Коломбо.

## Экономика
Расположенный в центре так называемого «Кокосового треугольника», Путталам является вторым по объёму производителем кокосов в стране. Также в Путталаме расположено второе по объёмам производство соли в стране. Здесь же находится крупнейший цементный завод в стране, входящий в состав холдинга LafargeHolcim. Еще в Путталаме развито сельское хозяйство, креветочные фермы. Первая крабовая ферма и инкубатор на Шри-Ланке построила в Путталаме сингапурская компания.

## Образование
Основные школы:
- Колледж Захира (Национальная школа)
- Женский колледж Фатимы
- Колледж святого Андрея
- Национальный колледж Ананда
- Индийский центральный колледж
- Международная школа Икра
- Школа святой Марии

В Путталаме расположен Открытый университет.

## Энергетика
Индийская компания Seguwantivu Wind Power инвестировала $37 млн и эксплуатирует 25 ветряных турбин, которые производят 20 МВт электроэнергии в регионе Путталам Сегувантиву.
Около Путталама, в Норочолаи, находится угольная электростанция Лаквиджая. Стройка началась в 2006 году и завершилась в 2011 году.

## Спорт
Наиболее популярным видом спорта в городе, как и по всей стране, является крикет. Также популярны футбол и волейбол.